# Soft gamma repeater
Un soft gamma repeater (SGR) è un oggetto astronomico che emette grandi esplosioni di raggi gamma e raggi X a intervalli irregolari. Si ipotizza che questi oggetti siano un tipo di magnetar o, in alternativa, stelle di neutroni con dischi fossili che le circondano. 

## Storia delle osservazioni
Il 5 marzo 1979 fu notato un potente lampo gamma. Poiché un certo numero di ricevitori puntati in diverse posizioni nel Sistema Solare riuscì a vedere l'emissione in tempi leggermente sfalsati, è stato possibile determinarne la direzione e si è constatato che proveniva da un residuo di supernova nella Grande Nube di Magellano.
Nel tempo è diventato chiaro che non si trattava di un normale lampo gamma. I fotoni erano meno energetici nell'intervallo dei raggi gamma soft e dei raggi X hard, e dalla medesima regione provenivano ripetute emissioni. 
L'astronoma Chryssa Kouveliotou della Universities Space Research Association (USRA) presso il Marshall Space Flight Center della NASA ha deciso di mettere alla prova la teoria in base alla quale i soft gamma repeater fossero in realtà magnetar. Secondo la teoria, l'emissione dei lampi sarebbe in grado di rallentare la rotazione dell'oggetto che li ha emessi. Nel 1998 ha eseguito un attento confronto della periodicità del soft gamma repeater SGR 1806-20. Il periodo era aumentato di 0,008 s dal 1993, e calcolò che ciò sarebbe stato spiegato da una magnetar con una intensità del campo magnetico di 8×1010 tesla (8×1014 Gauss). Ciò fu sufficiente a convincere la comunità astronomica internazionale che i soft gamma repeater fossero effettivamente magnetar. 
Un'esplosione di soft gamma repeater insolitamente spettacolare è stata SGR 1900+14, osservata il 27 agosto 1998. Nonostante la grande distanza di questa SGR, stimata in 20000 al, l'esplosione ebbe grandi effetti sull'atmosfera terrestre. Gli atomi della ionosfera, che di solito sono ionizzati dalla radiazione solare nell'emisfero diurno e si ricombinano in atomi neutri in quello notturno, sono stati ionizzati anche in quello notturno a livelli non molto inferiori al normale livello diurno. Il Rossi X-Ray Timing Explorer (RXTE), un satellite a raggi X, ha registrato il suo segnale più forte proprio durante questa esplosione, anche se era orientato verso una parte diversa del cielo e avrebbe dovuto normalmente essere protetto dalle radiazioni.
Un altro notevole soft gamma repeater è SGR 1806-20. Dopo 50000 anni la radiazione risultante dallo "starquake" (l'equivalente stellare dei sismi terrestri, che avviene nelle stelle di neutroni, le quali presentano una superficie solida) della magnetar, invisibile all'occhio umano perché nello spettro gamma, raggiungeva la Terra il 27 dicembre 2004, facendo registrare una forte ionizzazione della ionosfera. L'evento se fosse stato ottico avrebbe avuto magnitudine apparente pari a quella della luna piena. Fu uno dei fenomeni più estremi a cui l'uomo abbia mai assistito, certamente tra i più energetici che siano avvenuti nella Via Lattea: in un decimo di secondo l'energia rilasciata isotropicamente sarebbe stata pari a quella del Sole in 150000 anni (1×1040 W). Solo le supernove, i lampi gamma propriamente detti e le collisioni di buchi neri rilasciano quantità di energia superiore in archi di tempo tanto fugaci. 
Se l'esplosione fosse avvenuta a circa 3 pc, ovvero 10 al dalla Terra, l'effetto sullo strato di ozono sarebbe stato l'equivalente di un'esplosione atomica di 12 kt a 12,5 km dalla superficie.

## SGR notevoli
I soft gamma repeater noti includono: 
| Nome           | Scoperta  | Note |
| -------------- | --------- | --- |
| SGR 0525-66    | 1979      | |
| SGR 1806-20    | 1979      | Il 27 dicembre 2004 è stata osservata la più potente emissione di un soft gamma repeater mai registrata da questo oggetto. |
| SGR 1900+14    | 1979/1986 | 20000 anni luce di distanza, potente, ha influenzato l'atmosfera della Terra                                               |
| SGR 1627-41    | 1998      | |
| SGR J1550-5418 | 2008      | Ruota una volta ogni 2,07 s, detiene il record per la magnetar a rotazione più veloce.                                     |
| SGR 0501+4516  | 2008      | Distanza 15000 anni luce; esplosione di raggi X rilevata dal satellite Swift il 22 agosto 2008.                            |
| PSR J1745-2900 | 2013      | Un gamma soft repeater in orbita attorno al buco nero in Sagittarius A*                                                    |
| SGR 1935+2154  | 2014      | Distanza 30000 anni luce; sorgente del primo fast radio burst rilevato all'interno della Via Lattea.                       |

I numeri indicano la posizione nel cielo, ad esempio, SGR 0525-66 ha un'ascensione retta di 5h25m e una declinazione di −66°. La data della scoperta appare talvolta in un formato come 1979/1986 per riferirsi all'anno in cui l'oggetto è stato scoperto, oltre all'anno in cui i soft gamma repeater sono stati riconosciuti come una classe separata di oggetti piuttosto che normali lampi di raggi gamma. 